# Kebanggan
Kebanggan is een bestuurslaag in het regentschap Banyumas van de provincie Midden-Java, Indonesië. Kebanggan telt 3300 inwoners (volkstelling 2010).